# Johan Sverkersson
Johan Sverkersson (c. 1201 - 10 de març del 1222) era un rei suec elegit el 1216 citat com a Joan I en la historiografia contemporània.

## Orígens
Joan era fill del rei de Suècia Sverker II de la Casa de Sverker i la Reina Ingegerd de la dinastia Bjälbo. Quan tenia un any el seu avi matern el Jarl Birger Brosa va morir. El rei Sverker el nomenà jarl per tal d'enfortir els seus poders governants propis i assegurar el cada cop més important institució del jarl. Aquest nomenament enfurismà la Casa rival d'Eric així com alguns descendents de Birger Brosa. Joan va retenir la seva dignitat fins que el seu pare el rei Sverker fou derrotat en la batalla de Lena el 1208, i més tard mort a la batalla de Gestilren el 1210. El seu rival Erik Knutsson, de la Casa d'Eric, esdevenia el rei Eric X de Suècia.

## Regnat
Quan el rei Eric va morir de cop per unes febres el 1216, l'adolescent Joan fou escollit per aclamació com a rei per l'aristocràcia sueca contra el candidat del Papa de Roma. El rei danès Valdemar Sejr també s'oposà a l'elecció, ja que el fill pòstum d'Eric X era nebot seu. A Suècia la successió no va tenir lloc sense lluita. L'Església va tenir una gran participació en la designació, i és aparent que Joan tenia al seu costat dirigents d'església, incloent l'Arquebisbe Valerius, el Bisbe Bengt de Skara i Bisbe Karl de Linköping. El darrer esmentat com a canceller; primera menció d'aquest títol a Suècia. El jove governant fou coronat el 1219 i immediatament signà una carta de privilegis als bisbes suecs. La carta confirmava els privilegis que el seu pare Sverker II havia emès el 1200, però ampliant-la. Les propietats de l'església estaven exemptes de demandes d'ingressos reials, i les multes pagades pels arrendataris de l'Església anirien als bisbes.
El rei Joan ocupà el tron fins a la seva mort el 10 de març de 1222. Va morir solter i sense fills, deixant una memòria favorable en la historiografia sueca: "era jove d'anys i molt gentil. Fou rei per tres hiverns i morí de malaltia a Visingsö. Tota Suècia estigué en un dol profund per la seva mort, que no li permeté una vida més llarga. I descansa a Alvastra, i el déu preservarà la seva ànima a l'eternitat". En el mateix any 1222, l'hereu jove de la dinastia rival, Erik Eriksson ascendí al tron de Suècia amb només sis anys.

## Expedició a Estònia
Durant el breu regnat del rei Joan els suecs s'establiren a Estònia. Això fou una resposta a les activitats de l'Orde alemany dels Germans de l'Espasa i el rei danès Valdemar Sejr en l'encara pagana regió bàltica. L'aristocràcia sueca desitjava per compartir els botins, i es preparà una expedició. El mateix rei Joan, el seu cosí, el Jarl Karl Döve (germà de Birger Brosa), i el seu canceller, el Bisbe Karl Magnusson dirigiren la flota a Rotalia a Estònia el 1220. L'empresa era inicialment reeixida i el rei Joan va establir una base a Leal (Lihula). D'aquesta fortalesa els soldats suecs feien incursions al camp, van construir esglésies i forçaren a la conversió la població local. El rei llavors tornà a casa. Tanmateix l'expedició va acabar en desastre. Els habitants d'Ösel assaltaren la base sueca en la Batalla de Lihula el 8 d'agost de 1220. El Bisbe Karl i el Jarl Karl Döve van caure juntament amb gairebé tots els defensors suecs. La devastadora derrota eliminà la presència sueca i descoratjà l'expansió sueca envers Estònia durant més de tres segles. Els esdeveniments foren descrits en la Crònica d'Enric de Livònia i la Crònica rimada de Livònia.